# Heterorotula
Heterorotula is een geslacht van sponsdieren uit de familie van de Spongillidae.

## Soorten
- Heterorotula capewelli (Bowerbank, 1863)
- Heterorotula contraversa Racek, 1969
- Heterorotula fistula Volkmer & Motta, 1995
- Heterorotula kakahuensis (Traxler, 1896)
- Heterorotula multidentata (Weltner, 1895)
- Heterorotula multiformis (Weltner, 1910)
- Heterorotula nigra (Lendenfeld, 1887)